# 东兴镇 (木兰县)
东兴镇是中国黑龙江省哈尔滨市木兰县下辖的一个镇，位于木兰县北部。